# Tenuopus frontalis
Tenuopus frontalis är en tvåvingeart som beskrevs av Charles Howard Curran 1927. Tenuopus frontalis ingår i släktet Tenuopus och familjen styltflugor. Inga underarter finns listade i Catalogue of Life.